# Рахмонова, Умида Эркиновна
Рахмонова Умида Эркиновна (узб. Umida Erkinovna Raxmonova; род. 2 января 1990 года, Ромитанский район, Бухарская область, УзССР, СССР) — узбекский политический деятель, журналист. Депутат Законодательной палаты Олий Мажлиса Республики Узбекистан по демократическим институтам, негосударственным организациям и органам самоуправления граждан. Член фракции Демократической партии Узбекистана «Миллий тикланиш».

## Биография
Умида Эркиновна родилась 2 января 1990 года в Роминатском районе Бухарской области. В 2012 году окончила Узбекский государственный университет мировых языков, получив высшее образование по специальности журналист. в 2012 году работала ведущей первой категории в группе Бухарской областной телерадиокомпании Национальной телерадиокопании Узбекистана. С 2013 по 2017 года работала редактором в телевизионной группе. Позже, в 2007 была назначана главным редактором радио Бухарской областной телерадиокомпании Национальной телерадиокопании Узбекистана. Затем, в 2014 году была назначена на должность депутата Бухарского областного Кенгаша народных депутатов.

## Награды
В 2008 году Умиде Эркиновне присвоено звание лауреата государственной премии им. Зульфии.